# Grisin étoilé
Microrhopias quixensis
Genre
Espèce
Répartition géographique
Statut de conservation UICN

 LC  : Préoccupation mineure
Le Grisin étoilé (Microrhopias quixensis) est une espèce de passereaux de la famille des Thamnophilidae. C'est la seule espèce du genre Microrhopias.

## Description
Le Grisin étoilé est un petit oiseau de 11 cm environ. Le mâle est noir intense, avec les flancs ardoise. Une tache blanche sur le dos est dissimulée par les plumes de couverture. Il a une bande alaire et les rectrices externes blanches et le dessus des ailes est tacheté de blanc. La femelle est semblable au mâle mais dans une teinte grisâtre et le dessous est roux.

## Alimentation
Il se nourrit d'insectes qu'il attrape sur le feuillage des arbres.

## Habitat
Il vit à l'orée et dans les clairières des forêts humides et on le trouve parfois dans les plantations de cacao. On peut le voir en bandes avec d'autres espèces du genre Myrmotherula.

## Nidification
Le nid, en forme de coupe, est petit mais profond et il est construit dans un arbre, à l'abri du feuillage. La femelle y pond 2 œufs que les parents couvent à tour de rôle. Les petits sont nourris également par les deux parents.

## Répartition et sous-espèces
Selon la classification de référence du Congrès ornithologique international (15.1, 2025) il se répartit en dix sous-espèces (ordre phylogénique) :
- M. q. boucardi (Sclater, 1858) — du sud-est du Mexique au nord du Honduras ;
- M. q. virgatus (Lawrence, 1863) — du Honduras au Panama ;
- M. q. consobrina (Sclater, 1860) — Tumbes-Chocó-Magdalena ;
- M. q. quixensis (Cornalia, 1849) — Amazonie : au nord du río Marañón ;
- M. q. intercedens Zimmer, 1932 — ouest de l'Amazonie ;
- M. q. nigriventris Carriker, 1930 — centre du Pérou ;
- M. q. albicauda Carriker, 1932 — sud-est du Pérou et nord de la Bolivie ;
- M. q. microstictus (Berlepsch, 1908) — plateau des Guyanes ;
- M. q. bicolor (Pelzeln, 1868) — centre/sud de l'Amazonie ;
- M. q. emiliae Chapman, 1921 — du rio Tapajós au Tocantins.